# Pachyiulus bosniensis
Pachyiulus bosniensis är en mångfotingart som beskrevs av Karl Wilhelm Verhoeff 1895. Pachyiulus bosniensis ingår i släktet Pachyiulus och familjen kejsardubbelfotingar. Inga underarter finns listade i Catalogue of Life.